# Bodláčí z Parnassu
Bodláčí z Parnassu – tomik wierszy czeskiego poety Jaroslava Vrchlickiego, opublikowany w 1900. Charakteryzuje się wyrafinowaną budową wersyfikacyjną utworów. Tomik zawiera między innymi cykl Tři sestiny o životu duše, wykorzystujący model prowansalskiej sestyny lirycznej. 

A tak má duše změnila se v moře,
jež plno pestrých škeblí, chaluh, travin,
nad nímž ční dumy zasmušilé skály,
proud žití o něž tříštěn v žalném zvuku,
by zvolna zrála v samoty mé škebli
myšlénka, perla, v níž zář hvězd se vlní.
Ó jak se vlní toto valné moře!
co Triton v škebli, v kštici věnec travin,
zpěv divných zvuků houká s štítu skály!

Poza tym poeta spożytkował między innymi strofę saficką (Při bourání trestnice svato-Václavské, Štědrovečerní zvony), strofę alcejską (K otevření České Akademie císaře Františka Josefa pro vědy, slovesnost a umění), strofę siedmiowersową (Děti jedou z výstavy), oktawę) (Odpověď, Ahasver na věži Eiffelově, Druhý list Ahasvera královně Semiramidě po desíti letech), strofę jedenastowersową (Letem českým světem) i strofę dwunastowersową (Západní Čechy).
Polskim akcentem jest wiersz Přípitek Adamu Asnykovi.